# Mohammed Abdellaoue
Mohammed „Moa“ Abdellaoue (Oslo, Noruega, 23 d'octubre de 1985) és un exfutbolista noruec d'origen marroquí que jugva de davanter. Va començar com a futbolista al Hasle/Løren IL, i va jugar en diversos equips alemanys.

## Trajectòria
Va ser pujat a la primera plantilla del Skeid Fotball en 2003. Allí va romandre fins a ser traspassat al Vålerenga Football, club on guanyaria la Copa de Noruega de 2008 sent una peça clau, anotant sis gols en el transcurs del torneig. Gràcies a les seves bones actuacions, va ser convocat en 2008 per al debut absolut amb la selecció noruega.
Després del seu sojorn en els clubs oslenses, va ser transferit en 2010 a Alemanya per a jugar amb el Hannover 96. A la fi del seu sojorn tindria problemes amb les lesions, però no li impediria tancar una molt bona etapa amb 103 partits i 35 gols.
Més tard, al juliol de 2013, arriba al VfB Stuttgart. El no tenir molt de rodatge, combinat amb una sequera de gols, van fer que sigui enviat a jugar amb l'equipo de reserva, el VfB Stuttgart II.

Va retornar en 2015 al Vålerenga Fotball, on es va retirar en 2017 a causa de problemes en el genoll.4